# Ritratto di Robert Rich, secondo conte di Warwick
Il dipinto raffigura Robert Rich, conte di Warwick, ammiraglio inglese. Pur essendo pari d'Inghilterra non entrò mai a far parte della corte e spostò i suoi interessi verso le terre del Nuovo Mondo. In questo ritratto, van Dyck rappresenta il conte a figura intera vestito secondo la moda dell'epoca. A fianco al conte, che veste tessuti di pregio secondo la sua posizione e tiene in mano una cappello, sono poste delle armi che simboleggiano l'attività di soldato svolta dal protagonista. Il riferimento chiaro all'attività marinaresca e piratesca del conte è tuttavia la rappresentazione della battaglia navale alle sue spalle.